# Große Graszirpe

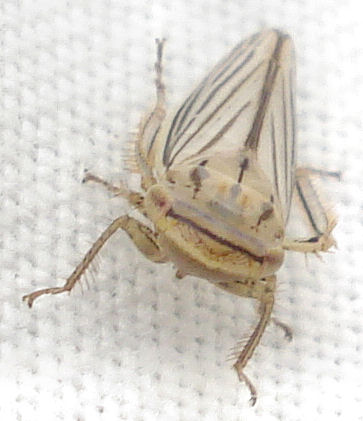

Die Große Graszirpe (Athysanus argentarius) ist eine Zwergzikade aus der Unterfamilie der Zirpen (Deltocephalinae). Im Englischen trägt die Zikadenart die Bezeichnung Silver Leafhopper.

## Merkmale
Die Zikaden werden 6,5–8 mm lang. Die relativ großen elfenbeinfarbenen Zikaden besitzen eine markante dunkle Strichzeichnung, welche die Augen miteinander verbindet und sich über diese hinweg fortsetzt. Ein schmaler Längsstrich verläuft mittig über das Scutellum und die hintere Hälfte des Pronotum. Parallel dazu führen zwei kürzere Längsstriche ebenfalls über Scutellum und Pronotum. Über die Hemielytren führen strohfarbene Längsstriche.

## Vorkommen
Die Art ist in der Paläarktis heimisch. Sie ist in Europa weit verbreitet. Auf den Britischen Inseln ist die Art vertreten, während sie auf der Iberischen Halbinsel fehlt. 
Die Art wurde im 20. Jahrhundert nach Nordamerika eingeschleppt, wo sie sich im Nordosten der USA und in Ost-Kanada etabliert hat. Die Zikadenart findet man auf den Britischen Inseln als auch in Nordamerika hauptsächlich entlang der Küste.

## Lebensweise
Die Große Graszirpe findet man an verschiedenen Gräsern, sowohl auf Weideland als auch auf Rasen. Die Zikaden saugen an Blättern und Stängeln dieser Pflanzen. Die Imagines einer Generation fliegen von Juni bis September.

## Schadwirkung
Die Zikadenart gilt als Überträger des  Bakterienstammes Candidatus Phytoplasma asteris, der die Pflanzenkrankheit Aster yellows („Vergilbung von Astern“) verursacht.

## Etymologie
Der Namenszusatz argentarius stammt aus dem Lateinischen und bedeutet „silbern“.